# Prärieserier
Prärieserier var en serietidning med västernserier som gavs ut av Centerförlaget 1953–1968 med veckoutgivning. Tidningen utkom i ”checkhäftesformat” 16,5×8 cm med svart/vit inlaga, 36 sidor inklusive omslag. Klammerhäftad.
Innehållet i Prärieserier var från start De tre bröderna Bill (i original I 3 Bill) en italiensk västernserie skapad 1952 av Giovanni Luigi Bonelli, som gick i de första 12 numren 1953 och de inledande 15 numren 1954.
Från och med nr 16, 1954, innehåller tidningen Kinowa.
Så i nummer 46, 1956, börjar Davy Crockett av EsseGesse, som blir tidningens fasta innehåll fram till med nummer 25, 1968, som blir sista numret.